# Polyglottbibel
Polyglottbibel är en bibelupplaga med grundtexten jämte översättningar av densamma till flera språk ordnade i parallella kolumner.
De mest kända är Komplutensiska polyglotten, Antwerpenpolyglotten ("Biblia regia"), sammanställd på uppdrag av Filip II av Spanien och tryckt i Antwerpen 1569–1572, Parispolyglotten tryckt i Paris 1629–1645, och Londonpolyglotten, tryckt i London 1657–1659 och ansedd som den vetenskapligt viktigaste bland polyglotterna. Utan vetenskapliga ambitioner utgavs 1846–1855 med flera senare upplagor den så kallade Bielefeldpolyglotten med hebreisk, grekisk, latinsk och tysk text.